# 伊藤友樹
伊藤 友樹（いとう ゆうき、1985年1月24日 - ）は、日本の俳優。東京都出身。身長175cm。劇団ひまわり、砂岡事務所、CESエンタテイメントを経て、現在はフリー。

## 略歴
1996年、小学校6年生の時に劇団ひまわりに入団。エキストラでの下積みを経て、様々な作品のオーディションを受けるようになる。なお、劇団ひまわり研究生時代に『世界ウルルン滞在記』に出演している。
2005年、スーパー戦隊シリーズ『魔法戦隊マジレンジャー』にて、マジグリーン／小津蒔人役で出演。同作で共演した橋本淳は、劇中と同様に共演者を牽引しており、頼りになる人だったと証言している。
2006年3月31日に劇団ひまわりのプロダクション部門・砂岡事務所を離籍し、2007年10月よりコムスシフトに移籍。コムスシフト離籍後はCESエンタテイメントに所属していた。

## 人物
特技はギター・ベース。特にロックへの愛は自身のブログで常々語られており、年齢の割にガンズ・アンド・ローゼズ、エアロスミス、ボン・ジョヴィ、ジューダス・プリースト、メタリカ、ブルース・スプリングスティーンなどの60〜80年代のロックアーティスト、ヘヴィメタルアーティストを好んでいる。また、マジレンジャーの自身が歌うキャラクターソングの作詞・ベース演奏を自ら手がけている。作曲は岩崎貴文から助力を受けての共作である。

## 出演
出演作品（時期）役名の順で記載。役名が太字は主要人物で、役名の右に()が付いている場合は詳しい役の位置を記述する。

### テレビドラマ
- 大地の産声が聞こえる -15才 いちご薄書-（2000年2月8日、日本テレビ）
- エイジ（2000年）
- はみだし刑事情熱系V 第17話（2001年2月7日、テレビ朝日） - 杉浦克也 役
- 少年たち3（2002年8月26日、NHK）
- 結婚泥棒 第1話（2002年9月23日、NHK）
- 逃げ口上〜路線バス爆破事件!（2002年10月13日、BSジャパン）
- 桜咲くまで（2004年1月26日 - 3月26日、MBS） - ワタル 役
- ジイジ〜孫といた夏〜（2004年8月30日、NHK） - ウエイター・コウジ 役
- 魔法戦隊マジレンジャー（2005年2月13日 - 2006年2月12日、テレビ朝日） - 小津蒔人 / マジグリーン 役
- ULTRASEVEN X 第8話（2007年11月23日、中部日本放送） - サメオ 役
- ROOKIES（2008年4月19日 - 7月26日、TBS） - 上坂の舎弟（銀髪の男） 役
- MM9-MONSTER MAGNITUDE- 第12話（2010年9月22日、MBS） - 研究員 役
- 相棒 Season10 第10話（2012年1月1日、テレビ朝日） - 小川洋 役
- ハンチョウ〜警視庁安積班〜 第1話（2012年4月9日、TBS）
- POWER GAME〜パワーゲーム〜 第6話（2013年9月14日、NHK BSプレミアム） - 俳優1 役
- 強行犯係・魚住久江〜ドルチェ2（2013年11月15日、フジテレビ） - 本郷俊哉 役
- 図書館戦争 ブック・オブ・メモリーズ（2015年10月5日、TBS）

### バラエティ
- 世界ウルルン滞在記（2004年2月1日放送「極寒のイヌイットの村に伊藤友樹が出会った」）

### 映画
- リリイ・シュシュのすべて（2001年） - 神野 役
- バトル・ロワイアルII 鎮魂歌（2003年） - 黒澤凌(代表) 役
- スクールウォーズHERO・泥だらけの栄光（2004年） - 金城良夫 役
- 不良少年（ヤンキー）の夢（2005年） - 小野寺エイジ 役
- 魔法戦隊マジレンジャー THE MOVIE インフェルシアの花嫁（2005年、東映） - 小津蒔人 / マジグリーン 役
- Viva!Kappe（2010年、水戸市市制施行120周年記念映画） - 恩田太郎 役
- SPINNING KITE（2011年）
- キングダム（2019年） - 昌文君兵4 役

### 配信ドラマ
- デスノート NEW GENERATION 三島編・新生（2016年9月16日配信、Hulu） - 五頭慎弥 役

### オリジナルビデオ
- 魔法戦隊マジレンジャーVSデカレンジャー（2006年、東映） - 小津蒔人 / マジグリーン 役
- 超忍者隊イナズマ!（2006年、東映） - 小野木藤十郎 役